# Scopula mesophaena
Scopula mesophaena là một loài bướm đêm trong họ Geometridae.